# بيروكسين

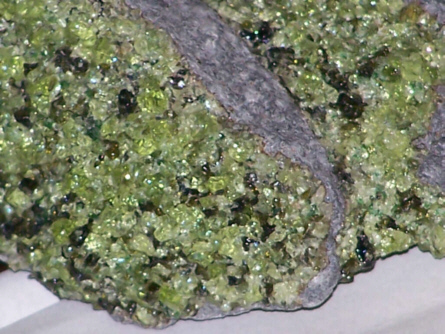

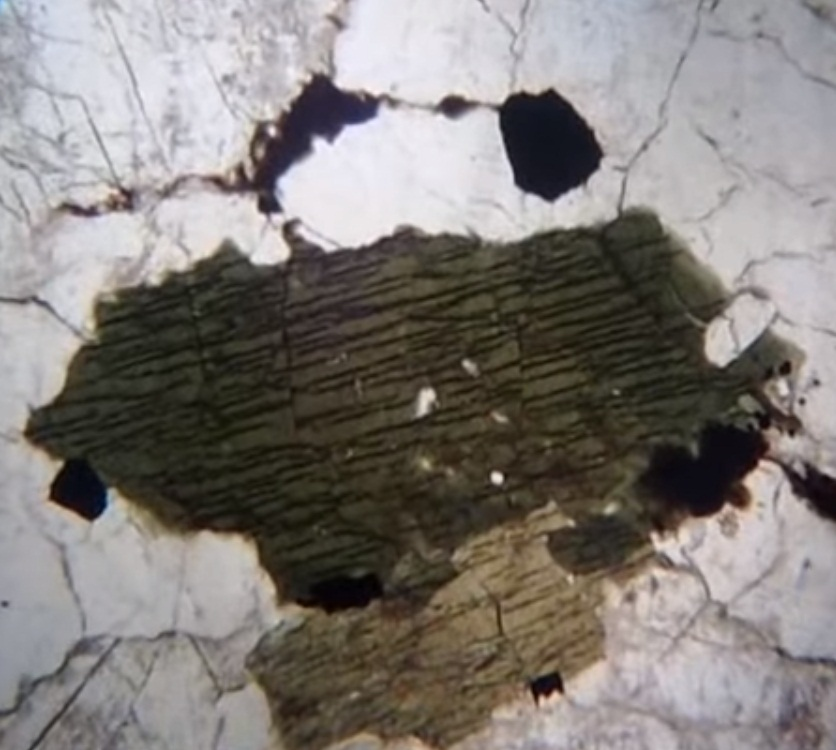
صورة مجهرية لمعدن البيروكسين

البيروكسين هو أحد المعادن الشائعة في القشرة الأرضية ويوجد في كثير من الصخور النارية والصخور المتحولة المكونة من سيليكا. والتركيب الكيميائي للبيروكسين هو : XY(Si,Al)2O6 حيث X تعني الكالسيوم أو الصوديوم أو الحديد +2 أو المغنسيوم ويندر فيها وجود الزنك والمنجنيز والليثيوم. وتعني Y أيونات أصغر حجما مثل الكروم والألمونيوم والحديد+3 والمغنسيوم. ورغم استبدال السيليكون بالألمونيوم في تلك السيليكات مثلما في الفلدسبار إلا أن ذلك الاستبدال يقع في حدود بسيطة فقط في البيروكسين.
ويوجد البيروكسين في حمم البراكين، ويوجد أحيانا متبلورا في زجاج البراكين. وتتكون بلوراته حتى قبل أن يشتد النشاط البركاني وتسيل الحمم.
يتكون الجزء العلوي من الغلاف الأرضي من المعدنين الرئيسيين الأوليفين والبيروكسين. وتبين العينة في الصورة وجود الأرثوبيروكسين الأسود والديوبسيد المحتوي على الكروم ولونه أخضر فاتح والأوليفين (أخضر مصفر)، ويغلب في العينة الأوليفين. ويغلب وجود البيروكسين والفلدسبار في البازلت.
تتميز معادن البيروكسين بخواص كيميائية متباينة وهي توجد في كثير من الطبقات الجيولوجية. وهي جزء هام في تكوين الصهارة البركانية أو في الصخور المتحولة.
ويتميز البيروكسين بصلادة بين 5 و 5و6.

## اقرأ أيضا
- أوليفين
- بازلت
- هماتيت
- بوكسيت
- ارمالكوليت (قمري)
- تفرا
- صخر نابط
- ريوليت